# لويس يانيز
لويس يانيز (بالإنجليزية: Luis Yáñez)‏ مواليد 25 أكتوبر 1988 في دانكنفيل، الولايات المتحدة، هو ملاكم محترف أمريكي يصنف ضمن فئة وزن الذبابة بدأ مسيرته الاحترافية سنة 2009 حيث انتصر في نزاله الأول. شارك في دورة الألعاب الأولمبية الصيفية سنة 2008. حقق الميدالية الذهبية في دورة الألعاب الأمريكية 2007.

## إحصائيات
خاض خلال مسيرته 7 نزالا، فاز في 6 وتعادل في 1 ولم يخسر. فاز بالضربة القاضية في 0 نزالا.

## الميداليات
| الميدالية | المسابقة                    |
| --------- | --------------------------- |
| ذهبية     | دورة الألعاب الأمريكية 2007 |

## روابط خارجية
- لويس يانيز على موقع أوليمبيديا (الإنجليزية)